# Evil Spirits
Evil Spirits è l'undicesimo album in studio del gruppo musicale britannico The Damned, pubblicato nel 2018.

## Storia
Dopo un decennio passato quasi continuamente in tour, al fine di far produrre il nuovo album a Tony Visconti, ritenuto da Dave Vanian capace di interpretare la passione del gruppo per le sonorità sixties, viene avviata una campagna di crowdfunding e così in nove giorni vengono completate le sessioni di registrazione presso gli Atomic Sound Studios di Brooklyn e alle quali prese parte all'ultimo momento Paul Gray in sostituzione di Stu West.

## Tracce
1. Standing On the Edge of Tomorrow – 4:10
2. Devil in Disguise – 4:31
3. We're So Nice – 4:09
4. Look Left – 4:43
5. Evil Spirits – 3:54
6. Shadow Evocation – 4:10
7. Sonar Deceit – 4:12
8. Procrastination – 3:50
9. Daily Liar – 5:55
10. I Don't Care – 3:16

## Formazione
- Dave Vanian – voce
- Captain Sensible – chitarra
- Monty Oxy Moron – tastiera
- Paul Gray – basso
- Pinch – batteria